# Carlos Saleiro
Carlos Miguel Mondim Saleiro (* 25. Februar 1986 in Lissabon) ist ein portugiesischer ehemaliger Fußballspieler.

## Karriere
Obwohl bei Sporting Lissabon unter Vertrag, spielte er zunächst auf Leihbasis für andere Vereine. Zu Beginn der Saison 2008/09 bestritt er im Trikot von Vitória Futebol Clube sein erstes Spiel in der ersten portugiesischen Spielklasse Liga Sagres. Unzufrieden mit den wenigen Einsätzen ließ er sich zu Beginn 2009 an Académica ausleihen.
Seit Juli 2011 steht er beim Schweizer Verein Servette FC Genève unter Vertrag.
Carlos Saleiro spielte auch bereits für sämtliche Jahrgänge der Junioren-Fußballnationalmannschaften Portugals.